# Ruda Wielka (przystanek kolejowy)
Ruda Wielka – przystanek kolejowy wraz z posterunkiem odstępowym położony w gminie Kowala, w powiecie radomskim, w województwie mazowieckim niedaleko Rudy Wielkiej w gminie Wierzbica. Według klasyfikacji PKP ma kategorię dworca lokalnego. Obecnie zatrzymują się na nim wyłącznie pociągi osobowe Kolei Mazowieckich relacji Skarżysko-Kamienna - Radom.

## Ruch pasażerski[2]
| Rok  | Wymiana pasażerska na dobę |
| ---- | -------------------------- |
| 2017 | 50-99                      |
| 2018 | 50-99                      |
| 2019 | 50-99                      |
| 2020 | 50-99                      |
| 2021 | 50-99                      |
| 2022 | 100-149                    |
| 2023 | 150-199                    |